# محطة باترسي

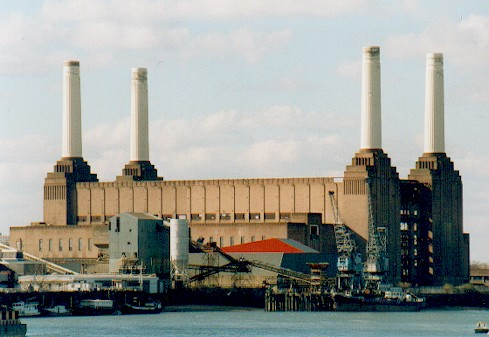
محطة باترسي.

محطة باترسي هي محطة طاقة فحمية لتوليد الكهرباء خارج الخدمة منذ عام 1975، تقع المحطة على ضفاف نهر التيمز في حي باترسي وسط العاصمة البريطانية لندن.
بدأ بناء المحطة سنة 1929 م، وتوقفت عن العمل سنة 1983 م. أعلنت شركة «أبل» في العام 2016 م عن انتقال مقرها إلى المحطة، حيث سينتقل نحو 1400 موظف للعمل هناك.